# Frente de ponto de orvalho
Frente de ponto de orvalho, em meteorologia, é uma região estreita de mesoescala onde existe grande gradiente (diferença) de umidade (ponto de orvalho) numa determinada massa de ar onde não há diferenças significativas de temperatura e de pressão atmosférica. Pode ser conhecida também como "frente úmida" ou "frente seca", já que pode trazer tanto mais umidade atmosférica quanto deixar a atmosfera regionalmente mais seca. A presença de frentes de ponto de orvalho pode favorecer a formação de tempestades severas, tais como mesociclones, e também favorecem a formação e a intensificação de tornados.